# Boek der Poorten

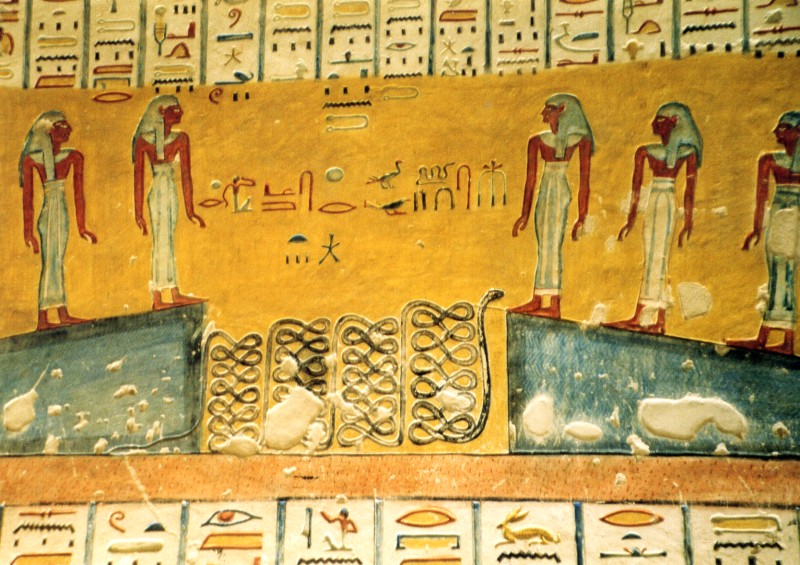
Scène uit het vierde uur

Het Boek der Poorten is een oud-Egyptisch heilig geschrift. Het boek dateert uit het Nieuwe Rijk en gaat over een de ziel van een onlangs overleden persoon, die bezig is met zijn reis naar de hemel of de volgende wereld. Om de hemel te bereiken moet de ziel verschillende stadia doorstaan; de onderwereld in de nacht en een serie van 12 van elkaar gescheiden poorten.
Elke poort tijdens de reis verwijst naar een godin, en om zo'n poort te passeren moet de overledene de bijzondere persoonlijkheid van de bijbehorende godin herkennen en erkennen. Volgens de tekst zullen sommigen onterecht triomfantelijk de poorten betreden, maar de anderen zullen verdwijnen in een zee van vuur.
De godinnen die bij de poorten horen dragen andere titels en anders gekleurde kleding, maar zien er allen identiek aan elkaar uit en hebben een vijfpuntige ster boven hun hoofd. De meeste van deze godinnen zijn uniek in de Egyptische mythologie; ze komen in geen enkel ander geschrift voor. Aan de hand van dat feit beweren egyptologen dat het boek der poorten is ontwikkeld om 's nachts de tijd te kunnen bepalen. Elke godin stelt volgens deze theorie een ander uur voor.
De godinnen in het boek der poorten zijn achtereenvolgens:
1. Onthoofder van de vijanden van Ra
2. Wijze wacht van de Heer
3. Wie door Ba heen breekt
4. Een van grote macht
5. Zij die op haar boot is
6. Succesvolle leidster
7. Wie het serpent afweert
8. Dame van de nacht
9. Zij die in bewondering is
10. Wie rebellen onthoofdt
11. De ster die rebellen afweert
12. De getuige van magnifiekheid van Ra